# Проект конституции Н. М. Муравьёва

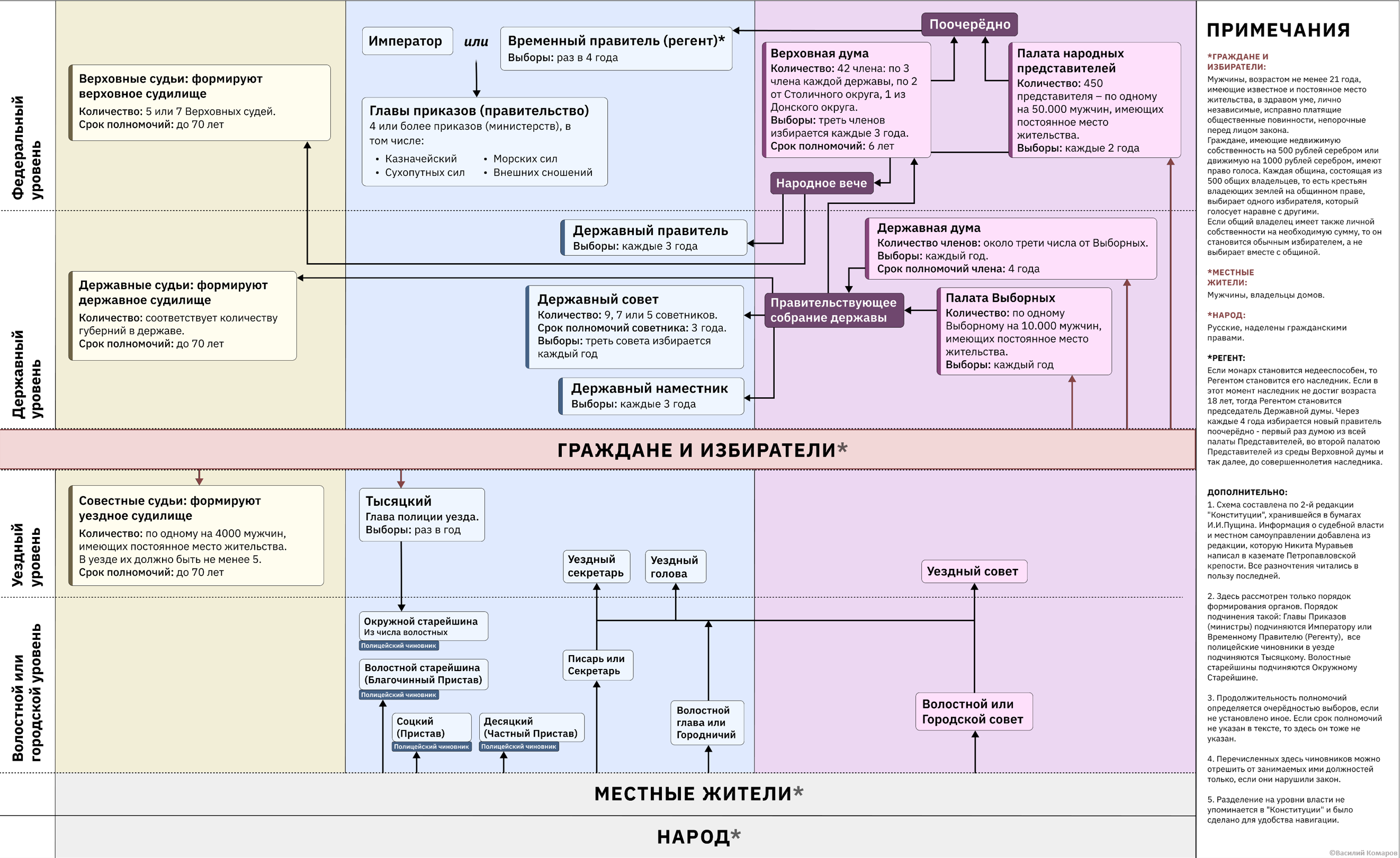
Государственное устройство России, согласно "Конституции"

«Конститу́ция» — проект программного документа Северного общества декабристов. Составлялась в 1822—1825 годах. Наряду с «Русской правдой» П. И. Пестеля является важнейшим источником для изучения политических воззрений декабристов.
Официально обществом не была принята как программный документ, однако была широко известна и отражала настроения большинства его членов.

## Преобразования, предусмотренные «Конституцией»

### Государственное устройство
- Вводилась конституционная монархия с оговоркой о возможности. «Если бы императорская фамилия, — показал Муравьёв на следствии, — не приняла Конституции, то как крайнее средство я предполагал изгнание оной и предложение республиканского правления».
- Образовывалась федерация из 13 держав и 2 областей:

| Державы            | Столицы             | Население, тыс. чел. |
| ------------------ | ------------------- | -------------------- |
| Ботническая        | Гельсингфорс        | 450                  |
| Волховская         | Город Святого Петра | 1685                 |
| Балтийская         | Рига                | 750                  |
| Западная           | Вильно              | 2125                 |
| Днепровская        | Смоленск            | 2600                 |
| Черноморская       | Киев                | 3465                 |
| Кавказская         | Тифлис              | 750                  |
| Украинская         | Харьков             | 3500                 |
| Заволжская         | Ярославль           | 2450                 |
| Камская            | Казань              | 2000                 |
| Низовская          | Саратов             | 1425                 |
| Обийская           | Тобольск            | 490                  |
| Ленская            | Иркутск             | 250                  |
| Московская область | Москва              | ?                    |
| Донская область    | Новочеркасск        | ?                    |

- Державы привязывались к морям или крупным судоходным рекам. Состоять они должны были из 368 уездов или поветов, а те из волостей от 360 до 1500 жителей мужского пола в каждой. Столицей должен был стать Нижний Новгород — город, славный своим вкладом в борьбу с польской интервенцией в XVII веке. Его предлагалось переименовать в Славенск.
- Власть разделялась на законодательную, исполнительную и судебную.
- Создавалось двухпалатное «Народное вече», обладающее законодательной властью. Оно избиралось на основе большого имущественного ценза и состояло из «Верховной думы» (верхняя палата) и «Палаты представителей народных» (нижняя палата). Депутаты в обе палаты должны были избираться на 6 лет, и каждые два года треть депутатов переизбиралась. В верхнюю палату избирали по 3 депутата от органов управления каждой державы и по два от областей. В нижнюю — по одному депутату от 50 тыс. жителей мужского пола.
- Верховная Дума состояла из 42 человек (по три из каждой державы, два — из Московской области, один — из Донской). Дума вершила суд над «сановниками Империи» (министрами, верховными судьями и т. п.). Подсудимый признавался виновным, если за то проголосовало не менее ⅔ членов Думы. Дума могла назначить вину и лишить подсудимого должности и звания, но дальнейшее разбирательство продолжалось в присутственных местах обычным порядком. Помимо этого, Дума участвовала в назначении верховных судей, главнокомандующих, корпусных командиров, начальников эскадр и Верховного Блюстителя.
- Исполнительная власть принадлежала императору — «верховному чиновнику российского правительства», бывшему также Верховным главнокомандующим, назначавшим с согласия Верховной думы послов, консулов, судей верховных судебных палат и министров. Император получал большое жалованье — от 8 до 10 млн рублей серебром в год[1]. Император мог содержать свой двор, однако придворные в таком случае лишались избирательных прав, так как находились «в услужении». Во время царствования император не имел право покидать государство и даже посещать его заморские владения. Престол передавался только по прямой мужской линии, женщина не могла наследовать престол или передавать его по браку. В случае пресечения прямой мужской линии Народное вече должно было избрать новую династию. Члены императорской семьи в правовом отношении не отличались от других граждан.
- В каждой державе власть разделялась на правительствующую (Палата выборных и Державная дума), исполнительную (Державный правитель, его наместник и Совет) и судебную.

### Земельный вопрос
- Крепостное право планировалось отменить: «Крепостное состояние и рабство отменяются. Раб, прикоснувшийся земли Русской, становится свободным»[2].
- Земельные владения помещиков полностью сохранялись в I и II редакции Конституции. В собственность бывших крепостных крестьян планировалось передать только дома с огородами, а не пахотные земли: «Земли помещиков остаются за ними. Дома поселян с огородами оных признаются их собственностью со всеми земледельческими орудиями и скотом, им принадлежащим»[3]. В более поздней редакции — III, Муравьёв передаёт крестьянам не только усадьбы с огородами и рабочий инвентарь, но и две десятины земли в собственность с возможностью наследовать[4].

### Права граждан
- Равенство всех граждан перед законом.
- Свобода слова, печати, вероисповеданий.
- Свобода собраний, занятий, передвижения